# MANIAC I
O MANIAC I (Mathematical Analyzer, Numerical Integrator, and Computer ou Mathematical Analyzer, Numerator, Integrator, and Computer) foi um dos primeiros computadores construídos sob a direção de Nicholas Metropolis no Laboratório Nacional de Los Alamos. Baseado na arquitetura de von Neumann de máquinas IAS, desenvolvida por John von Neumann. Assim como todos os computadores de sua época, era um dos modelos que não podia trocar programas com outros computadores, mesmo os com a mesma arquitetura. O MANIAC funcionou com sucesso de março de 1952 até 1957 quando foi substituído pelo MANIAC II. O computador se destacou por ser uma das primeiras máquinas a rodar programas para jogar xadrez, tendo disputado três partidas.